# Данденонг (гора)
Данденонг (англ. Mount Dandenong) — гора одноимённого хребта в Викторианских Альпах в Центральном округе австралийского штата Виктория, расположенная в 45 км к востоку от Мельбурна на территории Национального парка Данденонг-Рэнджес. Высота 633 м над уровнем моря.

## Геология
Данденонг является остатком мощного и взрывного извержения вулкана более 300 млн лет назад. Это привело к тому, что горы хребта разбросаны между Колдстримом, Эмералдом и к югу от Фернтри-Галли.

## Туризм
На горе Данденонг есть парк, леса, дендрарий, многочисленные смотровые площадки и рестораны. В ясный день с горы виден столичный район Мельбурна, а за ним горный кряж Ю-Янг и Маунт-Македон. На вершине горы, на высоте 633 м над уровнем моря, также расположены телевизионные и радиовышки FM для Большого Мельбурна, высота которых варьируется от 72 до 180 м. Эти башни видны издалека и отличают гору Данденонг от других гор хребта.
На туристической тропе, проходящей через гору Данденонг, расположено множество местных магазинов. Здесь есть кафе, рестораны и закусочные, пабы, дневные спа-салоны, поставщики вина и изысканных продуктов питания, детские сады и множество магазинов, торгующих поделками местных ремесленников. Рядом с вершиной горы находится ресторан SkyHigh Mount Dandenong, сады и лабиринт.

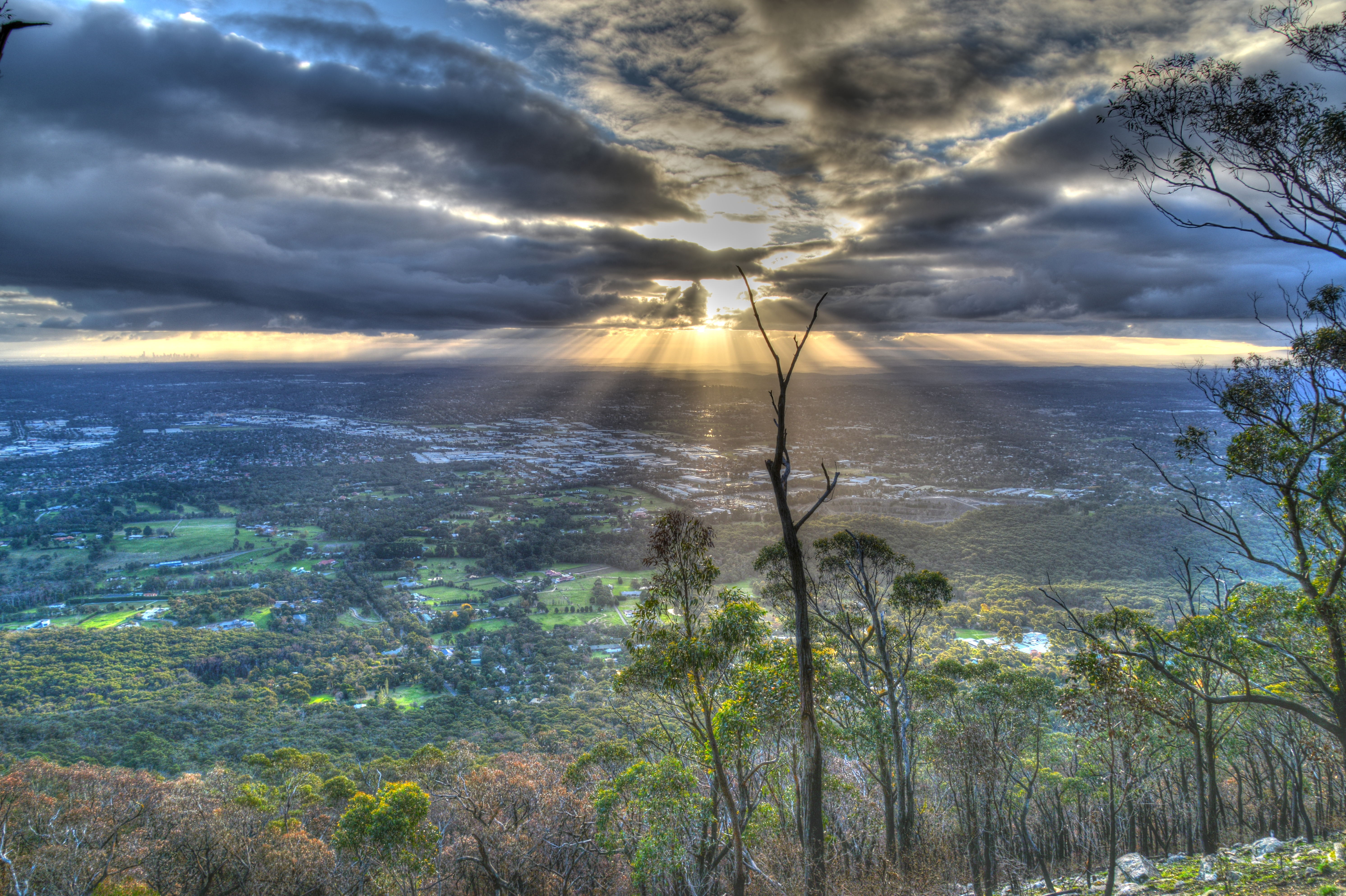
Вид на Мельбурн
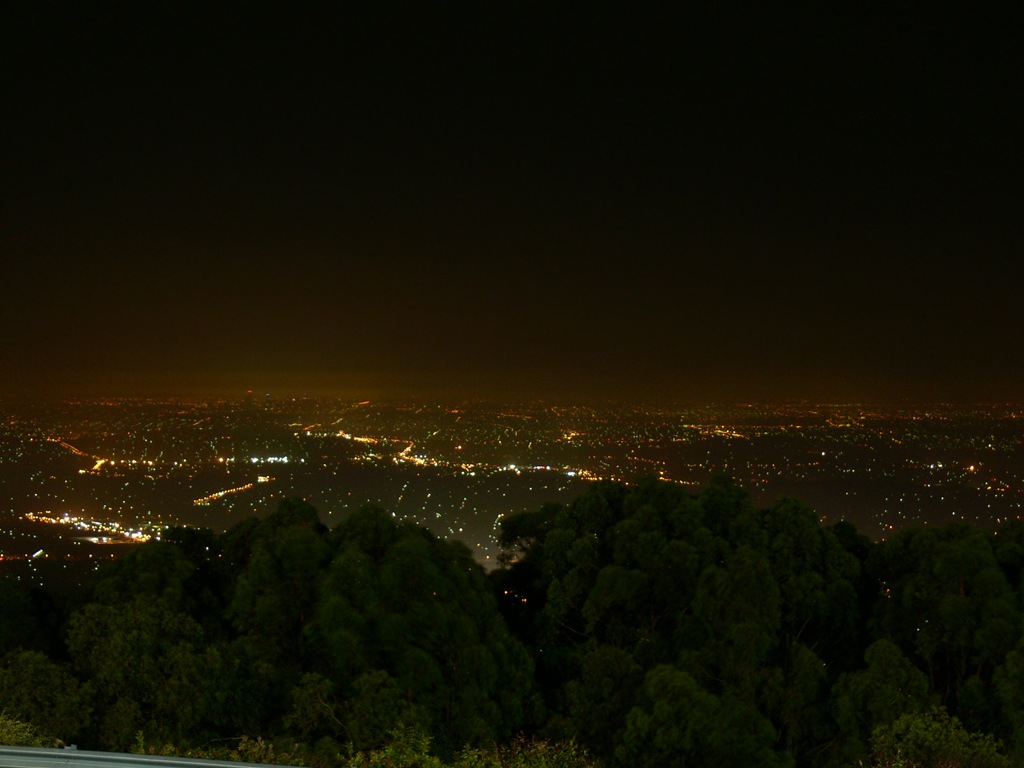
Ночной вид Мельбурна
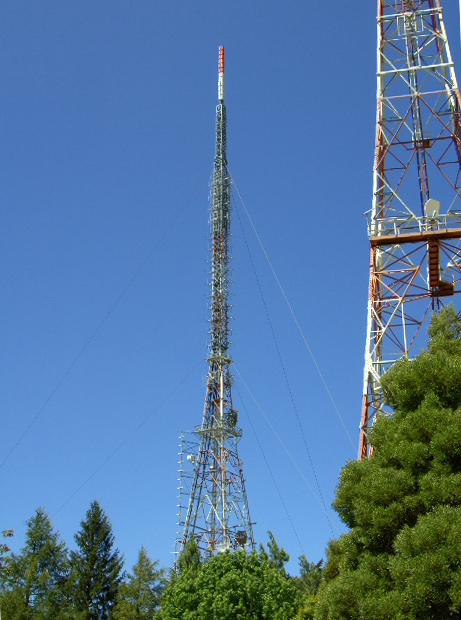
Телевышка

## Святилище Уильяма Рикеттса
На восточной стороне горы Данденонг расположен парк скульптур «Святилище Уильяма Рикеттса» (1898—1993). Непосредственно в эвкалиптовом лесу встроено более 93 керамических скульптур этого австралийского керамщика и скульптора.

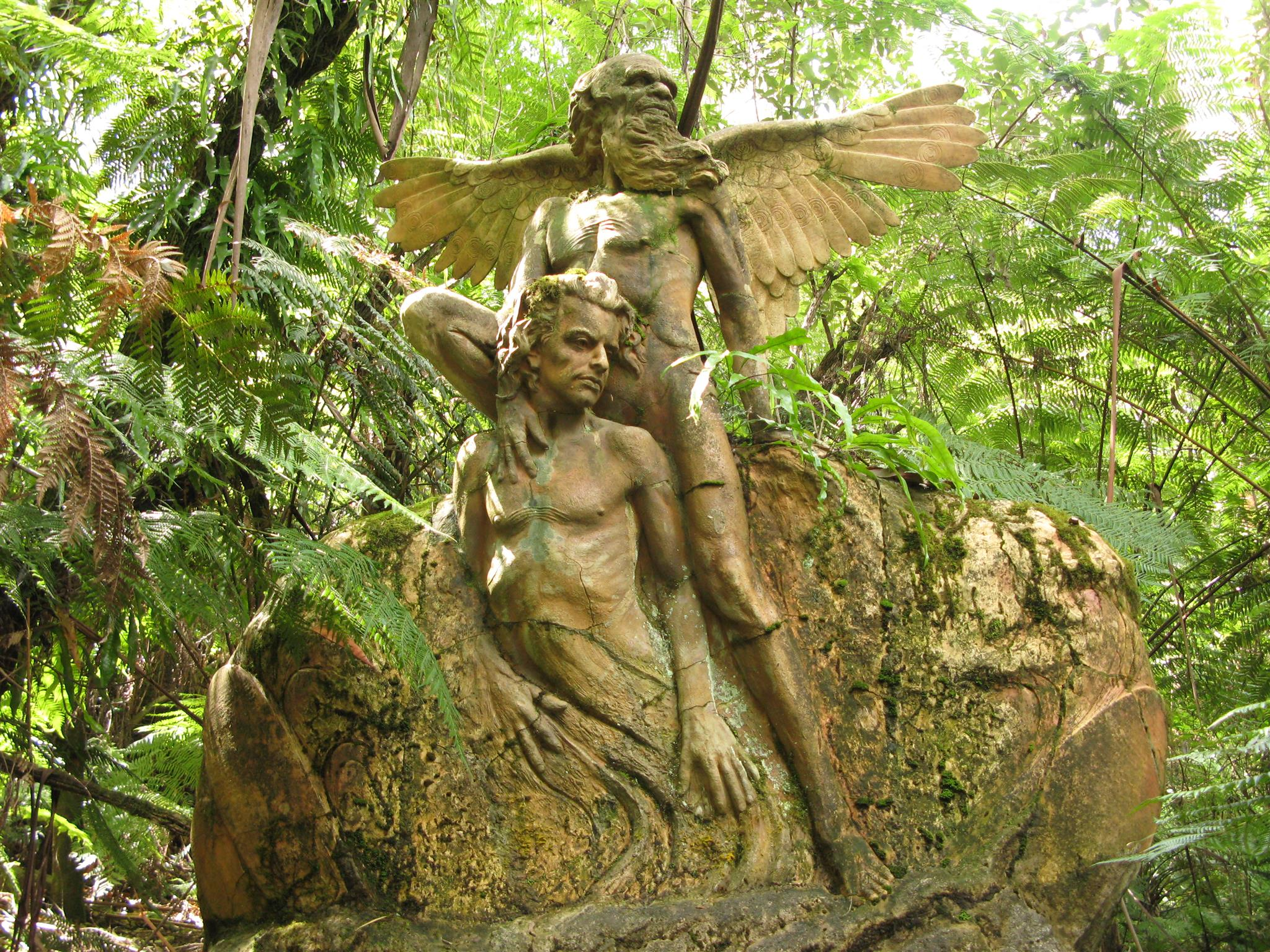
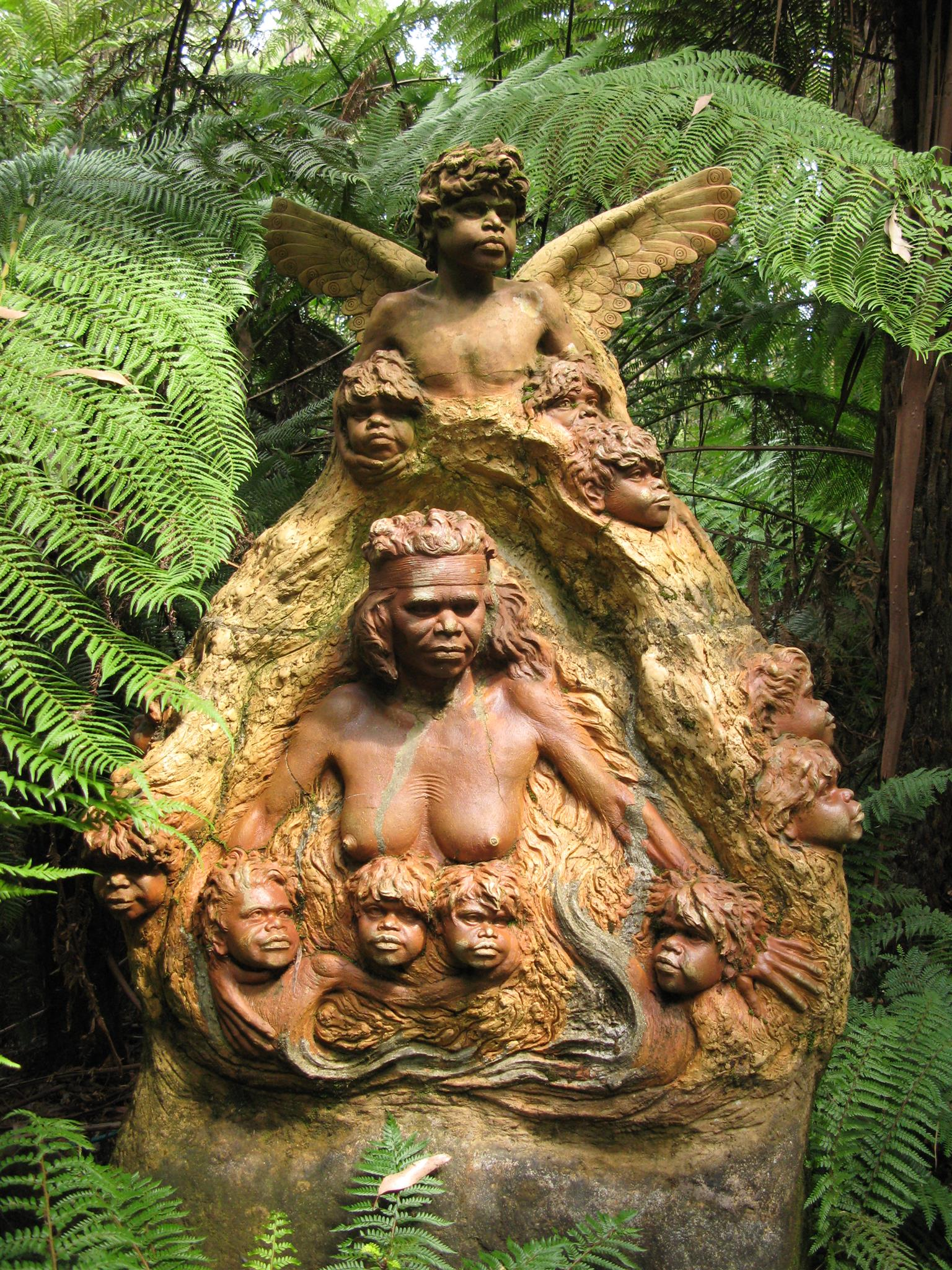
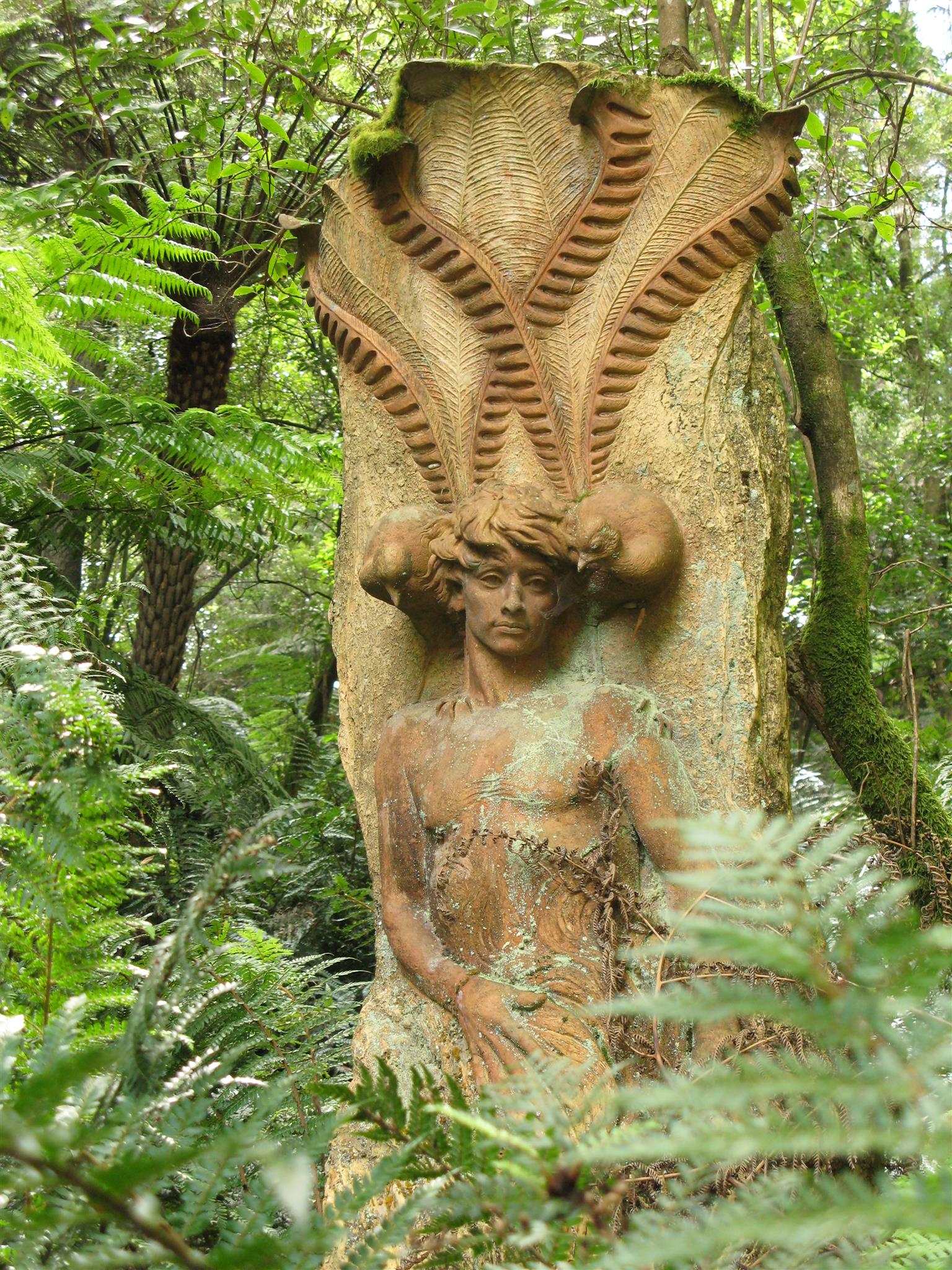
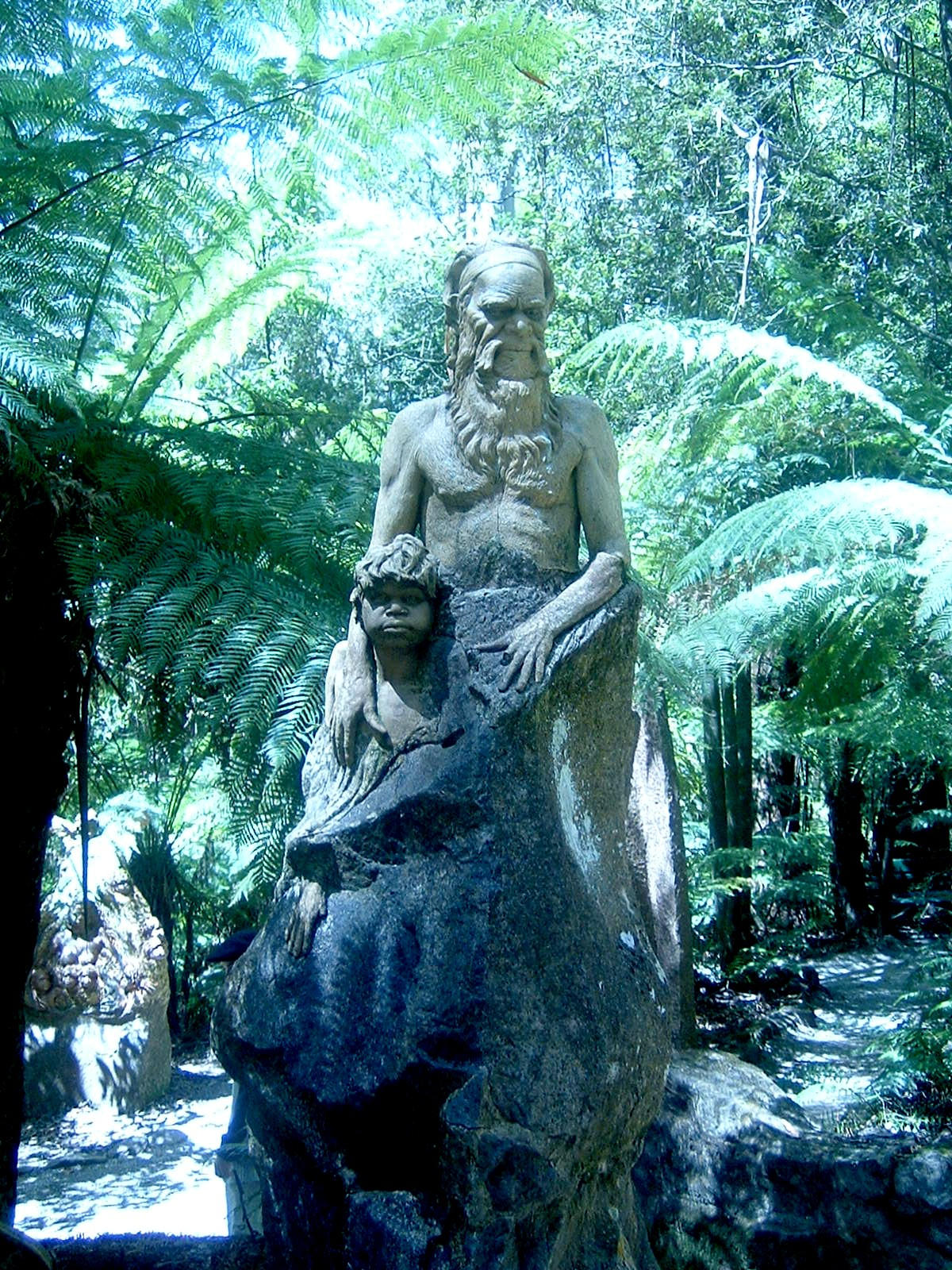
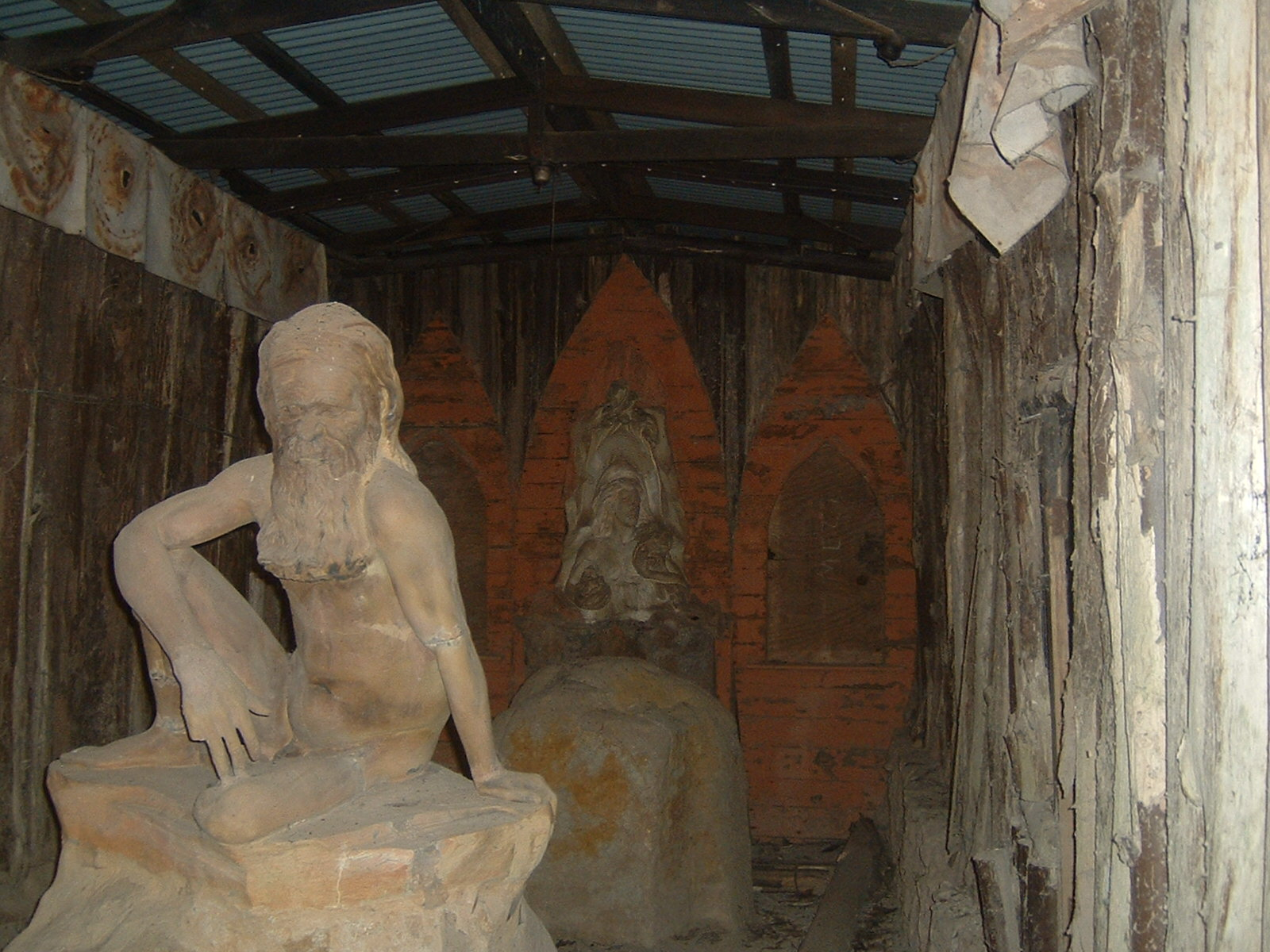